# 松平信正 (丹波亀山藩主)
松平 信正（まつだいら のぶまさ）は、江戸時代後期の大名、明治時代の日本の政治家・華族。爵位は子爵。形原松平家18代当主で丹波国亀山藩の第8代（最後）藩主、同藩初代（最後）知藩事、貴族院子爵議員などを歴任。

## 略歴
嘉永5年（1852年）4月29日、第6代藩主・松平信豪の七男として誕生した。はじめ家督は兄の信敏が継ぐ予定だったが、信敏が慶応元年（1865年）に死去したため、信正が第7代藩主・松平信義の養子となって、慶応2年（1866年）に家督を継いだ。官位は従五位下・図書頭。
幕末期には佐幕派だったが王政復古後、旧幕府勢力が朝敵となると見限り、東征軍山陰道鎮撫総督西園寺公望に帰順して以降、官軍に参加した。明治2年（1869年）の版籍奉還で亀山藩知事となり、伊勢亀山藩との混同を避けるために亀山を亀岡と改称した。明治4年（1871年）、廃藩置県で知藩事を免官される。
明治12年（1879年）に大蔵省御用掛、明治14年（1881年）に四等検査官、明治22年（1889年）に帝室制度取調掛、明治23年（1890年）に元老院書記官となった。また、1884年（明治17年）7月8日、子爵を叙爵し、明治23年（1890年）7月10日から明治30年（1897年）7月9日まで貴族院子爵議員を務めている。
明治42年（1909年）10月28日に死去した。享年58。

## 系譜
- 父：松平信豪（1813年 - 1865年）
- 母：不詳
- 養父：松平信義（1824/22年 - 1866年）
- 正室：育 - 西尾忠受娘
- 継室：植子 - 宗義和娘
- 生母不明の子女
  - 長男：松平信興
  - 次男：土御門晴行